# Vjerujem u ljubav
Vjerujem u ljubav – singiel chorwackiego zespołu muzyczngeo Dragonfly nagrany we współpracy z piosenkarzem Dado Topiciem, który napisał muzykę i tekst do utworu. 
W 2007 roku utwór został ogłoszony jedną z propozycji dopuszczonych do stawki konkursowej krajowych eliminacji eurowizyjnych Dora 2007. 1 marca został zaprezentowany przez Dragonfly i Dado Topicia w pierwszym półfinale selekcji i z pierwszego miejsca awansował do finału, który dwa dni później wygrał dzięki zdobyciu największej liczby 31 punktów w głosowaniu jurorów i telewidzów, dzięki czemu został wybrany na propozycję reprezentującą Chorwację w 52. Konkursie Piosenki Eurowizji rozgrywanym w Helsinkach. 10 maja utwór został zaprezentowany przez reprezentantów w półfinale widowiska i zajął w nim ostatecznie szesnaste miejsce z 54 punktami na koncie, przez co nie awansował do finału.

## Lista utworów
CD single
1. „Vjerujem u ljubav” – 3:02
2. „Vjerujem u ljubav” (Acoustic Version) – 3:02